# Katsuya Senzaki
Katsuya Senzaki (先崎 勝也 Senzaki Katsuya?, nacido el 9 de abril de 1987 en Fujisawa, Kanagawa) es un exfutbolista japonés. Jugaba de defensa y su último club fue el Kagoshima United FC de Japón.

## Trayectoria

### Clubes
| Club                | País  | Año         |
| ------------------- | ----- | ----------- |
| Vanraure Hachinohe  | Japón | 2011        |
| FC Machida Zelvia   | Japón | 2012        |
| FC Ryukyu           | Japón | 2013        |
| Kagoshima United FC | Japón | 2013 - 2014 |

## Estadística de carrera

### J. League
| Club              | Año   | J. League | J. League | Copa J. League | Copa J. League | Total | Total |
| Club              | Año   | Part.     | Goles     | Part.          | Goles          | Part. | Goles |
| ----------------- | ----- | --------- | --------- | -------------- | -------------- | ----- | ----- |
| FC Machida Zelvia | 2012  | 1         | 0         | -              | -              | 1     | 0     |
| Total             | Total | 1         | 0         | 0              | 0              | 1     | 0     |